# Gençlerbirliği SK
Gençlerbirliği SK is een Turkse sportclub uit Ankara.
Gençlerbirliği werd opgericht in 1923 en is een van de oudste clubs uit Turkije. De voetbalclub Gençlerbirliği heeft zich in de loop der jaren bewezen als een degelijke subtopper in de Süper Lig. Eind 2017-2018 daalde de club af naar een niveau lager. Naast voetbal houdt de club zich ook bezig met basketbal en bowling.
Gençlerbirliği betekent in het Nederlands: Verenigde Jongeren. Dit kan men ook terugzien in de selecties van de afgelopen jaren. Gençlerbirliği heeft vele jonge talenten verkocht aan Europese en Turkse topploegen. Ook was deze ploeg de enige uit de hoofdstad van Turkije, die nog in de hoogste niveau van het land uitkwam, totdat Osmanlıspor er bij kwam.

Ankara ligt in Centraal-Anatolië.

## Geschiedenis

### Oprichting
Gençlerbirliği is opgericht in 14 maart 1923 door fusie van Sultani İdman Yurdu, Ankara İdman Yurdu, Anadolu Sanatkarangücü, Talimgahgücü en Bahriyegücü. Gençlerbirliği voetbalde tot het seizoen 2018/2019 sinds 1989 aan één stuk door in de Süper Lig. Eerder was men ook tussen 1958-1970, en tussen 1983–1988 aanwezig in de hoogste Turkse divisie. In 1965-1966 en 2002-2003 werd Gençlerbirliği derde in Turkije, het beste resultaat van de club in de Süper Lig. Gençlerbirliği heeft verder in 1987 en in 2001 de Turkse Beker gewonnen. Gençlerbirliği heeft, uitgezonderd de traditionele top vier van Turkije (Fenerbahçe, Galatasaray, Beşiktaş en Trabzonspor), van alle huidige Süper Lig-teams de meeste ervaring in Europa.

### De jaren 60 - De beginjaren
In het seizoen 1959-1960, het eerste seizoen in de hoogste divisie van het land, eindigde de club op de tiende plaats in de rangschikking van de twintig ploegen. In het seizoen 1960-1961 presteerde de club beter en werd de vijfde plaats in de competitie behaald. Het seizoen daarna, 1961-1962, vond de club zich op de zesde plaats in de rangschikking. In 1962-63 werd er met twee reeksen gespeeld in de hoogste divisie. Gençlerbirliği werd tweede in zijn reeks en mocht zo meedoen in de play-offs om het kampioenschap. Daarin eindigde de club op de zesde plaats, en mocht nog altijd niet spelen in een Europese competitie. In het seizoen 1963-1964 eindigde de club de competitie op een 9de plaats. In het seizoen 1964-65 werd de club 14de van de 16 ploegen, maar had dat seizoen het geluk dat alleen maar de laatste ploeg degradeerde. Ook in het seizoen 1965-66 deed de club goed werk. Ze eindigde op een goede derde plaats. Verder werd de club nog in het seizoen 1966-1967 tweede, in 1967-1968 achtste en in 1968-1969 tiende. In 1969-1970 werd de club vijftiende van de zestien ploegen, en degradeerde voor de eerste keer sinds het oprichting naar de 2. Lig.

### De jaren 70 - pieken en dalen
In 1970-1971 werd de club in het eerste seizoen dat ze mocht uitkomen in de tweede hoogste divisie van het land, vijfde in de rangschikking. In het seizoen 1971-1972 eindigde de club op de zesde plaats. In het seizoen 1972-1973 werd Gençlerbirliği dertiende van de zestien teams, met 27 punten. Dit was evenveel punten als Karabükspor die dat seizoen degradeerde. Gençlerbirliği mocht in de tweede divisie blijven omdat het een betere doelpuntensaldo had. In het seizoen 1973-1974 werd de club zesde geplaatst in de rangschikking. Ook in het seizoen 1974-1975 presteerde de club slecht. Ze eindigde op de twaalfde plaats met maar drie punten meer dan Uşakspor dat degradeerde. Ook in het seizoen 1975-1976 deed de club hetzelfde als het seizoen ervoor. De club eindigde als twaalfde met 1 punt meer dan de degraderende ploeg. Het seizoen daarna eindigde de club op de negende plaats met 28 punten. In het seizoen 1977-1978 eindigde de ploeg als tiende.In het seizoen 1978-1979 degradeerde de club uiteindelijk dan toch naar de3. Lig, omdat de ploeg de competitie als vijftiende van de zestien teams eindigde. In het seizoen 1979-1980 werd de club echter zevende in de 3. Lig en mocht zo weer promoveren naar de 2. Lig.

### De jaren 80 - Professionalisering
In het seizoen 1980-1981 behaalde de club de zeventiende plaats in de competitie en mocht ze opnieuw van geluk spreken, omdat alleen de laatste ploegen degradeerden. In het seizoen 1981-1982 presteerde de club goed en eindigde op de derde plaats. In het seizoen 1982-1983 werd de club kampioen in zijn reeks en mocht weer promoveren naar de Süper Lig. Meteen in het Süper Lig eindigde de club op een elfde plaats. Ook het seizoen daarna, in 1984-1985, eindigde de club als elfde. In het seizoen 1985-1986 werd de club negende in de rangschikking. In het seizoen 1986-1987 werd de club twaalfde in de competitie, maar wist wel de Turkse beker te winnen. In de kwartfinales daarvan wist het Trabzonspor uit te schakelen met 1-0 en 0-0 scores. De club ging zo door naar de halve finales waar ze het moest opnemen tegen Malatyaspor. De thuiswedstrijd won Gençlerbirliği met 3-0 en uit speelde de club met 1-1 gelijk, waardoor de club doorging naar de finale. In de finale nam de club het op tegen Eskişehirspor. De eerste wedstrijd won Gençlerbirliği met ruime cijfers van 5-0, maar de tweede wedstrijd verloor het met 1-2. De club wist zo voor de eerste keer sinds de invoering van de Turkse beker die te winnen. Ook mocht de club het daaropvolgende seizoen voor het eerst in een Europese competitie spelen. In 1987-1988 werd de club negentiende en moest zo na een slecht seizoen in de hoogste divisie degraderen naar de tweede divisie. In het seizoen 1988-1989 werd de club kampioen met 76 punten, en mocht zo na een jaar terugkeren naar de Süper Lig. Het seizoen 1989-1990 werd de club elfde in de competitie.

### De jaren 90 - de eerste successen
In het seizoen 1990-1991 werd de club tiende in de rangschikking. Ook in het seizoen 1991-1992 werd de club tiende. In 1992-1993 werd de club ook tiende en  ze wist zo drie keer achter elkaar tiende te worden in de Süper Lig. Gençlerbirliği werd in het seizoen 1993-1994 zevende. In het seizoen 1994-1995 werd de club vijfde en kwalificeerde zich zo voor de UEFA Intertoto Cup. In het seizoen 1995-1996 werd de club opnieuw tiende van de Süper Lig. Het seizoen daarna eindigde Gençlerbirliği de competitie als elfde. In het seizoen 1997-1998 werd de club veertiende met 38 punten, evenveel punten als Kayserispor die dat seizoen degradeerde. Omdat Gençlerbirliği een beter doelpuntensaldo had, mocht het blijven in de Süper Lig. In het seizoen daarna (1998-1999) werd de club achtste. In 1999-2000 eindigde de club als vijfde.

### 2001
In 2000-01 werd Gençlerbirliği voor de tweede maal winnaar van de Turkse beker. De club schakelde in de kwartfinale Kocaelispor uit met 4-2, en wist zich zo voor de halve finale te plaatsen. Daarin moest Gençlerbirliği het opnemen tegen Beşiktaş. De reguliere speeltijd eindigde in 1-1, waarop verlengingen volgden. Ook daarin bleven de clubs steken op een gelijkspel en dus moesten de twee ploegen nog een strafschoppenreeks afwerken. Die won Gençlerbirliği met 4-2, en ze plaatste zich zo voor de finale. In de finale moest de club het opnemen tegen Fenerbahçe SK. Ook deze wedstrijd eindigde in een gelijk spel en kwamen er strafschoppen. Gençlerbirliği won hier met 4-1, en bracht de beker voor de tweede maal naar Ankara. 	

### 2003-2004
In het seizoen 2002-2003 werd de club opnieuw finalist in de beker van Turkije. Deze keer kon ze niet winnen van een iets sterkere Trabzonspor. Ze verloor met 1-3 in Antalya. Meteen het jaar daarna, in 2004-2005, speelde de club weer de finale van de Turkse beker, maar ook deze keer kon Gençlerbirliği niet winnen. De club speelde opnieuw tegen Trabzonspor en verloor ruim, met 0-4.

### 2012-2013
In het seizoen 2012-2013 kwam er een Belgische revolutie in het ploeg. Zo kwamen Belgische trainers en spelers de ploeg versterken. De club trok onder leiding van de trainer Fuat Çapa, de spits Björn Vleminckx van Club Brugge aan. In de Turkse beker werd de ploeg uitgeschakeld in de vijfde ronde. In de competitie werd de club als elfde. Na dit seizoen nam trainer Fuat Çapa ontslag en ging Metin Diyadin de ploeg coachen.

### Ilhan Cavcav
Ilhan Cavcav werd in Ankara in 1935 geboren. Hij startte zijn voetbalcarrière op een leeftijd van 16 jaar als verdediger van Maskespor. Cavcav stopte met zijn professionele voetbalcarrière in de vroege jaren '50, waarna hij zich in het bedrijfsleven stortte. Hij verliet het familiebedrijf in de jaren '60 om later in 1967 een meelfabriek te beginnen in Ankara. Hij werd daarmee een van de succesvolste industriëlen van de hoofdstad. Cavcav was vanaf 1978 tot zijn overlijden op 22 januari 2017 voorzitter van Gençler. In totaal werkte hij met 42 verschillende trainers in 39 jaar. Zijn zoon Murat Cavcav werd door de algemene ledenvergadering benoemd tot de nieuwe voorzitter.

### Erelijst
| Nationaal                |     |                                                            |
| Turkse voetbalbeker      | 2x  | 1987, 2001                                                 |
| Ankara voetbalcompetitie | 10x | 1929, 1930, 1931, 1932, 1934, 1939, 1940, 1945, 1949, 1950 |

## Gençlerbirliği in Europa
- 2Q = tweede voorronde
- 1R = eerste ronde
- 2R = tweede ronde
- 3R = derde ronde
- 1/8 = 1/8ste finale
- PUC = punten UEFA coëfficiënten

| Ronde                | Land                 | Club                | Thuis | Uit   | Totaal | PUC  |
| -------------------- | -------------------- | ------------------- | ----- | ----- | ------ | ---- |
| Europacup II 1987/88 |                      |                     |       |       |        |      |
| 1R                   | Vlag van Wit-Rusland | Dinamo Minsk        | 0 - 2 | 1 - 2 | 1 - 4  | 0.0  |
| Intertoto Cup 1995   |                      |                     |       |       |        |      |
| Groep                | Vlag van Israël      | Hapoel Petach Tikwa | -     | -     | 4 - 0  |      |
| Groep                | Vlag van Frankrijk   | RC Strasbourg       | -     | -     | 1 - 4  |      |
| Groep                | Vlag van Malta       | Floriana FC         | -     | -     | 3 - 0  |      |
| Groep                | Vlag van Oostenrijk  | FC Tirol Innsbruck  | -     | -     | 2 - 3  |      |
| UEFA Cup 2001/02     |                      |                     |       |       |        |      |
| 1R                   | Vlag van Zweden      | Halmstads BK        | 1 - 1 | 0 - 1 | 1 - 2  | 1.0  |
| UEFA Cup 2003/04     |                      |                     |       |       |        |      |
| 1R                   | Vlag van Engeland    | Blackburn Rovers    | 3 - 1 | 1 - 1 | 4 - 2  | 12.0 |
| 2R                   | Vlag van Portugal    | Sporting Lissabon   | 1 - 1 | 3 - 0 | 4 - 1  | 12.0 |
| 3R                   | Vlag van Italië      | AC Parma            | 1 - 0 | 3 - 0 | 4 - 0  | 12.0 |
| 1/8                  | Vlag van Spanje      | Valencia CF         | 1 - 0 | 0 - 2 | 1 - 2  | 12.0 |
| UEFA Cup 2004/05     |                      |                     |       |       |        |      |
| 2Q                   | Vlag van Kroatië     | NK Rijeka           | 1 - 0 | 1 - 2 | 2 - 2  | 2.0  |
| 1R                   | Vlag van Griekenland | Egaleo FC           | 0 - 1 | 1 - 1 | 1 - 2  | 2.0  |

Totaal aantal punten voor UEFA coëfficiënten: 15.0

## Seizoen 2016-2017

### Technische staf
| Functie         | Naam          |
| --------------- | ------------- |
| Hoofdtrainer    | Ümit Özat     |
| Assistent       | Önder Engin   |
| Assistent       | Aydın Toscalı |
| Conditietrainer | Sonkan Konak  |
| Keeperstrainer  | Gökhan Tokgöz |

## Bekende (oud-)spelers
Turken
- Soner Aydoğdu
- Serkan Balci
- Ömer Çatkıç
- İlhan Mansız
- Ali Tandogan
- Ümit Özat
- Deniz Barış
- Serkan Çalık
- Ümit Karan
- Mustafa Pektemek
- Mehmet Yozgatlı
- Serdar Kulbilge
- Alparslan Erdem
- Fatih Akyel
- Ali Tandoğan
- Baki Mercimek

Albanezen
- Debatik Curri

Australiërs
- Nick Carle
- Josip Skoko
- Bruce Djite
- Mile Jedinak

Belgen
- Filip Daems
- Christophe Lepoint
- Joachim Mununga
- Patrick Nys
- Roger Lukaku
- Björn Vleminckx

Bosniërs
- Elvir Bolić
- Ermin Zec

Brazilianen
- Kahê

Congolezen
- Marcel Mbayo

Costa Ricanen
- Randall Azofeifa

Duitsers
- Mehmet Akgün

Egyptenaars
- Ahmed Hassan
- Abdel Zaher El Sakka

Guinezen
- Souleymane Youla

Hongaren
- Tamás Sándor

Kroaten
- Jurica Vranješ

Kameroeners
- Geremi Njitap

Nederlanders
- Mike van Beijnen
- Aykut Demir
- Hurşut Meriç

Nieuw-Zeelanders
- Shane Smeltz

Nigerianen
- Tijjani Babangida
- Isaac Promise

Polen
- Tomasz Zdebel

Serviërs
- Dejan Lekić
- Dusko Tosić
- Radosav Petrović

Zuid-Afrikanen
- John Moshoeu

Zweden
- Labinot Harbuzi